# محمد حسين الحسيني الطهراني
السيد محمّد حسين الحسيني الطهراني عارف وفيلسوف وفقيه شيعي، عاش في القرن العشرين، وتوفّي عام 1416 للهجرة، يعود نسبه إلى النبي محمّد، وينحدر من أسرة علميّة عريقة، درس العلوم الحديثة كما درس العلوم الدينيّة والشرعيّة في والحوزات العلميّة الشيعيّة في قم والنجف، كان له تأثير كبير في نشر المعارف والعلوم الإسلاميّة بين الشيعة، يعدّ من التلامذة الخاصّين والمقرّبين من المفسّر الشيعي السيد محمّد حسين الطباطبائي المشهور بالعلامة الطباطبائي صاحب كتاب تفسير الميزان، كما يتعتبر أبرز تلميذ للعارف السيد هاشم الحداد، ألّف العديد من الكتب التي لم يكن لها نظير في المكتبة الشيعيّة، واشتهر بين الناس باسم العلامة الطهراني، بعد انتهائه من دراسته وحصوله على شهادة الاجتهاد من مراجع النجف، انتقل للسكن في طهران مسقط رأسه، وقام بمهامه في تبليغ المعارف والعلوم الدينيّة، ثمّ انتقل بعد انتصار الثورة الإسلاميّة في إيران إلى مدينة مشهد بجوار الإمام علي الرضا، وتوّفي ودفن أحد صحون مقام الإمام الرضا.

## نسبه
هو آية الله السيّد محمّد الحسين الحسيني الطهراني، ابن السيّد محمّد صادق وهو من أعاظم علماء طهران وأئمة جماعاتها، وهو ابن السيّد إبراهيم الطهراني، والذي كان أحد تلامذة المجدّد  آية الله العظمى الميرزا حسن الشيرازي، والسيد إبراهيم هو ابن السيّد علي الأصغر بن المير إبراهيم بن المير طاهر الذي يصل نسبه إلى جده الأعلى السيّد محمد ولي، الذي ينتهي نسبه إلى الإمام السجّاد، ومنه إلى النبيّ محمّد ﷺ ، 
أمّا من ناحية الأم، فنسبه يصِل إلى العلامة محمد تقي المجلسي والد العلامة محمّد باقر المجلسي.

## دراسته الأكاديميّة

### دراسته قبل الدخول إلى الحوزة العلميّة
أَنهى دِراسته للهندسة الصناعيّة طِبقاً لمِا كانَ رائجاً آنذاك، فَحازَ على الشهادةِ الفنّية بصفته الطالب الجامعي الأوّل في كليّة الفنون الصناعيّةِ في طهران. وكانَ أنْ مَنَحتْهُ الحُكومة مِنحةً للسّفر إلى أَلمانيا ومتابعة دراسته، ليعودَ ويتسلّم المسؤوليات والمناصب العالية في هذا المجال، وذلك بعنوانه الطالب الأوّل من بين زملائه و (الحائزِ على وسام الفخر والتشجيع). ولكنه فضل رفض هذا العرض والتفرغ للعلوم الحق لأهل البيت عليهم السلام.

## دراستهالحوزويّة

### دراسته فيالحوزة العلمية في قم
كان أوّلَ طالبٍ يسكنُ في مدرسةِ ِ آيةِ الله السيّد«محمد حجت الكوهكمري» (المدرسة الحجتيّة).
أمّا أساتذته في السطوح فهم: في اللمعة محمد صدوقي اليزدي، أمّا القوانين والرسائل والمكاسب فقدْ دَرَسَها على يدَي الآيات العِظام؛ الشيخ عبد الجواد سدهي الأصفهاني، والسيّد رضا بهاء الديني، والكفاية لدى مرتضى الحائري اليزدي، وحضرَ سنتين بحثَ الخارج عندَ السيّد محمد داماد.
وأمّا دروس الفلسفة والحكمة المتعالية والتفسير والفقه والحديث والعرفان النظري، فقد أكمَلَها في محضرِ الفيلسوف والفقيه والمفسّر السيد محمّد حسين الطباطبائي التبريزي.

### دراسته فيحوزة النجف
أساتذته في الفقه والأصول هم: أستاذ المجتهدين والفقهاء الشيخ حسين الحلّي في الفقه والأصول، وأبو القاسم الخوئي في الأصول، ومحمود الشاهرودي في الفقه. 
وقدْ خلّف وراءَه دوراتٍ متعدّدة من تقريرات بحوثهم في الأصول، وأبواب البيع وخيارات المكاسب وصلاة الجمعة والاجتهاد والتقليد. كما أنّ رسالة سماحته في رؤية الهلال ليست إلا جمعا للمباحثات التي حصلت لاحقا بينه وبين السيد الخوئي في هذا المجال، وقد أضحت هذه الرسالة من أهم المراجع في موضوع اشتراط وحدة الأفق.
وأما فنّ الرجال وصناعة الدراية والحديث، فقد درسها في محضر الفيض والعطاء عند الرجالي الكبير، الشيخ آقا بزرك الطهرانيّ يستفيدُ منه سبع سنوات متوالية.

## مؤلفاته

### دورة المعارف
وتشتمل هذه الدورة على ثلاثة أقسام: 
1. معرفة الله: ويتكوّن من 3 مجلّدات، وأصلها باللغة الفارسيّة ثمّ ترجمت إلى العربيّة.
2. معرفة الإمام: ويتكوّن من 18 مجلّد، وأصله باللغة الفارسيّة، وقد ترجم إلى عدّة لغات أهمّها اللغة العربيّة.
3. معرفة المعاد: ويتكون من 10 مجلّدات، وأصله باللغة الفارسيّة، وقد ترجم إلى اللغة العربيّة والإنجليزيّة والبوسنيّة.

### دورة العلوم
وتشتمل على أقسام أربعة: 
- الأخلاق والحكمة والعرفان:

1. رسالة السير والسلوك المنسوبة إلى بحر العلوم.
2. رسالة لبّ اللباب في سير وسلوك ألي الألباب: أصل هذه الرسالة باللغة الفارسيّة، وقد ترجمت هذه الرسالة إلى اللغة العربيّة والإنجليزيّة [6] والفرنسيّة، ويتمّ ترجمتها حالياً إلى لغات أوربيّة أخرى كالأسبانيّة والبوسنيّة.
3. سبيل الفلاح: وهي عبارة سلسلة من الحوارات بين المؤلّف وأحد تلامذته في السير والسلوك، دوّنت على هيئة كتاب، ونشرت باللغة الفارسيّة على هيئة كتاب، كما نشرت باللغة العربيّة في موقع المتقين.
4. توحيد علمي وعيني (التوحيد العلمي والعيني).
5. الشمس الساطعة: رسالة حول حياة أستاذه العلامة السيّد محمد حسين الطباطبائي، أصل هذا الكتاب باللغة الفارسية وقد ترجم للعربيّة والإنجليزيّة والألمانيّة.
6. الروح المجرّد: رسالة كتبها في تأبين أستاذه في السير والسلوك السيّد هاشم الحداد، أصلها بالفارسيّة وقد ترجمة إلى العربيّة.
7. الشمس الزاهرة:‌ في أحوال السيّد علي القاضي. (نشرت بعد وفاته).

- الأبحاث التفسيريّة:

1. رسالةٌ بديعة في تفسير آية: {الرجال قوّامون على النساء}.
2. رسالةٌ جديدة في بناء الإسلام على الشهور القمريّة.
3. تفسير آية النور.
4. رسالة المودّة في تفسير آية: {قل لا أسألكم عليه أجراً إلاّ المودّة في القربى}.[7]

- الأبحاث العلميّة والفقهيّة:

1. رسالة حول مسألة رؤية الهلال.
2. وظيفة الفرد المسلم في إحياء حكومة الإسلام.
3. ولاية الفقيه في حكومة الإسلام.
4. نظرة على مقالة «قبض وبسط نظريّة الشريعة».
5. الحدّ من عدد السكان ضربة قاصمة لكيان المسلمين.
6. رسالة نقد وإصلاح مسودّة دستور الجمهوريّة الإسلاميّة.
7. رسالة صلاة الجمعة.
8. الدرّ النضيد في الاجتهاد والتقليد.

- دورة أنوار الملكوت:

1. نور ملكوت القرآن (4 أجزاء).
2. أنوار المكلوت: وتشمل نور ملكوت القرآن، نور ملكوت المسجد، نور ملكوت الصلاة، نور ملكوت الصيام، ونور ملكوت الدعاء.[8]

- الأبحاث التاريخيّة:

1. لمعات الحسين: وهو عبارة عن كراسة حاوية لبعض كلمات ومواعظ وخطب الحسين بن عليّ، وذكرها من مصادرها المعتبرة.
2. الهديّة الغديريّة: رسالتان قاتمة ومشرقة (موجودة بالفارسيّة ولم تترجم إلى اللغة العربيّة): وتحوي على رسالة من أمير أهل الخلاف في بخارا وجوابها من قبل أمير أهل الولاء في خراسان حول ولاية علي بن أبي طالب، وخلافته بلا فصل.

- مطلع أنوار: وهو عبارة عن مجموعة مكتوبات الخطيّة التي كان العلامة الطهراني يدوّن فيها ملاحظاته، وقد رتّبت بعد وفاته على 13 مجلّد، ومحتويات كلّ‌ مجلّد كالتالي:

1. الجزء الأول: المراسلات، اللقاءات والحياة الشخصيّة للمؤلّف المحترم (العلّامة) بقلمه هو، قصص وحكايات أخلاقيّة وعرفانيّة وتاريخيّة واجتماعيّة.
2. الجزء الثاني: مختصر لتراجم أساتذة المؤلّف في الأخلاق والعرفان.
3. الجزء الثالث: تراجم لعدد من العظماء والعلماء والشخصيّات المؤثّرة.
4. الجزء الرابع: العبادات والأدعية والأخلاق.
5. الجزء الخامس: الأبحاث الفلسفيّة والعرفانيّة، علوم الهيئة والنجوم والعلوم الغريبة، الأدب والبلاغة.
6. الجزء السادس: إجازات المؤلّف في الرواية والاجتهاد، الأبحاث التفسيريّة والروائيّة.
7. الجزء السابع: الأبحاث الفقهيّة (فقه الخاصة، فقه العامّة، والفقه المقارن) والأبحاث الأصوليّة.
8. الجزء الثامن: الأبحاث الكلاميّة (المبدأ والمعاد، المساوئ).
9. الجزء التاسع: الأبحاث الكلاميّة (حول أهل بيت العصمة والطهارة عليهم السلام)
10. الجزء العاشر: ملاحظات ومنتخبات من الكتب التاريخيّة والاجتماعيّة.
11. الجزء الحادي عشر: الأبحاث الرجاليّة، متفرّقات (طب، لطائف...)
12. الجزءان الثاني عشر والثالث عشر: خلاصة مواعظ المؤلّف في شهر رمضان المبارك لعامي 1369 و 1370 هـ.
13. الجزء الرابع عشر: الفهارس العامة لهذه الموسوعة (الآيات والروايات والشعر والأعلام...)

## علاقته بالعرفان

### معاشراته وتتلمذه في العرفان
لقد كانَ العلامة الطهرانيّ في معاشرته ومصاحبته لا يتجاوز أعلامَ أهلِ العرفان والسلوك إلى الله ومتميّزيهم، الجامِعِين بينَ الطريقَين الظاهريّ والباطنيّ، ممّن همْ متبحّرون في كلتا الجهتين: الشريعة والطريقة، كالعلامة الطباطبائي الفيلسوف والحكيم على الإطلاق والعارف الواصل، وكذلك جمال الدين الموسوي الگلبايكاني والشيخ محمد جواد الأنصاري الهمداني والسيّد عبد الهادي الشيرازي والشيخ عباس هاتف القوچاني، وكذلك كانَ بالنسبة إلى بعض تلامذة القاضي، ومن طرفٍ آخر، كان لديه علاقة بالأساتذة البارزين الحوزويين في جميع الفنون، ومن مختلف الأنظار والآراء، ممّا أوجبَ له حصولَ نضوجٍ وتبلوُرٍ وجامعيّة في مُدركاته وتَبَصّرهِ وتَعَمّقه في جوهرِ التشريع وأصوله، ومنهاجِ حضرةِ المعصومين صلوات الله عليهم أجمعين ومسلكهم، جامعيّة متميّزة، تبتني على محوريّة المعرفة والحق واليقين، وبلوغِ نفسِ الأمرِ بتمام معنى الكلمة، والعملِ على أساس ذلك، والالتزامِ به في مختلف الظروف، دون أدنى تسامح أو تهاون، أو مجاملة نابعة من الكثرات الضالّة والمضلّة، وبعيداً عن منافع الأفكار الفاسدة.

### أستاذه الأبرز في العرفان والسير والسلوك
لقد تتلمذ العلامة الطهراني في السير السلوك والعرفان على يد الموحّد العظيم والعارف الكبير هاشم الموسوي الحداد، الذي كان من أقدم وأفضل تلامذة الأخلاقي الكبير العارف علي القاضي الطباطبائي، والذي كان تلميذاً بدوره لأحمد الكربلائي الطهراني، والذي كان بدوره تلميذاً ل الشيخ حسين قلي الهمداني، والذي كان بدوره تلميذاً لعلي الشوشتري أستاذ الشيخ الأعظم الأنصاري في علم الأخلاق وتلميذه في الفقه.
وكان لقاؤه الأول به في سنة ألف وثلاثمائة وستّ وسبعين هجريّة قمريّة ، ويعتبر العلاّمة الطهراني أنّ لقاءه وتتلمذه على يد هذا العارف الكبير (السيد الحداد) بعد هذه المدّة هو بمثابة وصول الإنسان الهائم التعب بعد أن هدته السنون المتمادية إلى نبع الحياة ومركز عشق الذات السرمدية. وقد تتلمذ على يديه بعد ذلك لسنوات متمادية حتّى توفي السيد الحداد في الثاني عشر من شهر رمضان المبارك لسنة ألف وأربعمائة وأربعة هجريّة قمريّة.

## وفاته ومدفنه
ارتحل عن هذه الدنيا الفانية والتحق بالرفيع الأعلى عن عمر يناهز الواحد والسبعين من العمر، سنة 1416 هـ قمريّة، وشيّع من قبل المؤمنين إلى مثواه الآخير ليدفن في العتبة الرضويّة كما أوصى، وقد صلّى عليه الشيخ محمد تقي بهجت الفومني